# 동진 명제

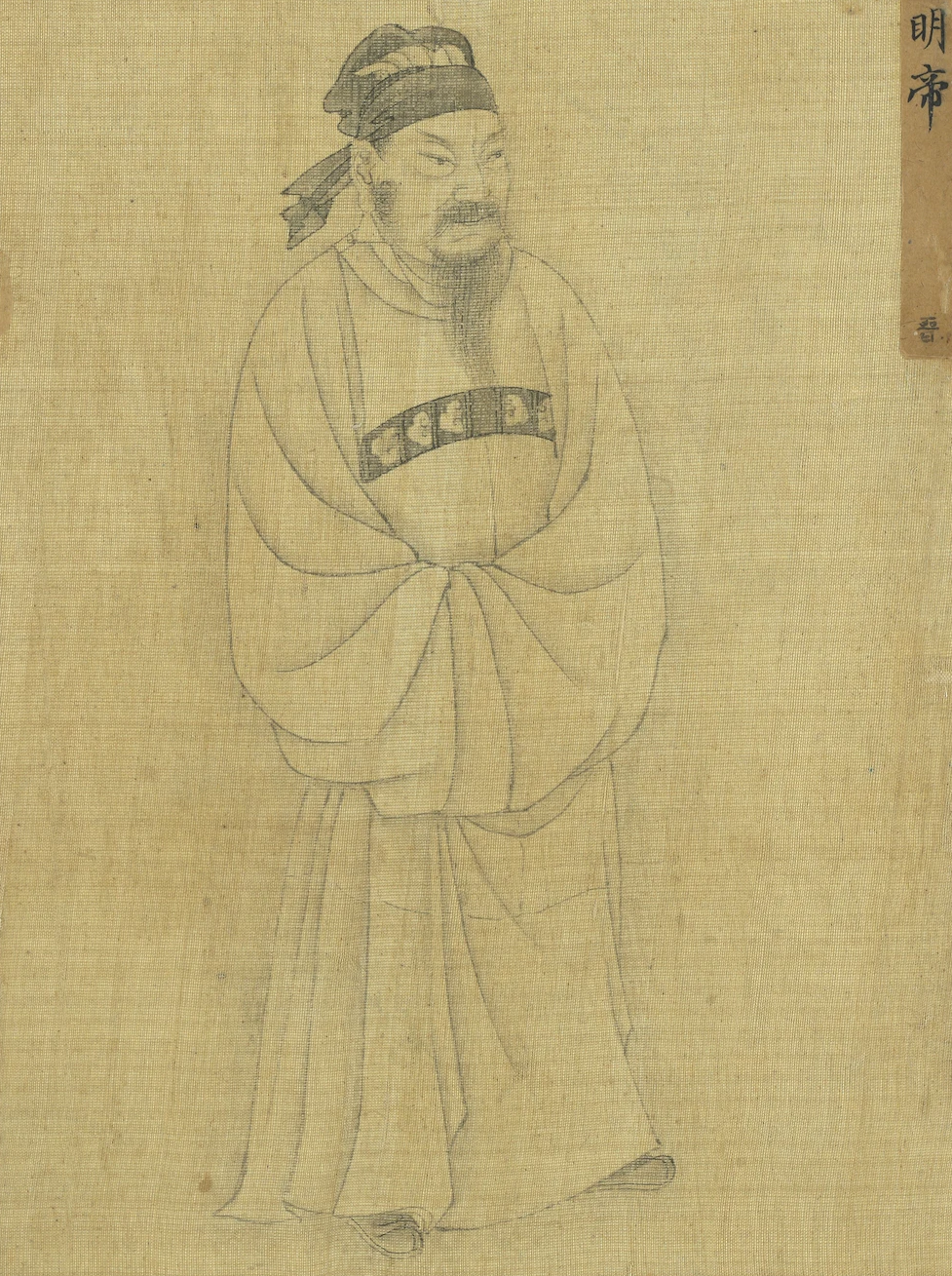

진 숙조 명황제 사마소(晉 肅祖 明皇帝 司馬紹, 299년 ~ 325년)는 중국 동진의 제2대 황제이다. 자는 도기(道畿)이다. 원제의 맏아들이고 어머니는 순씨(선비족 출신으로 소박맞았는데 나중에 재가했다.)이다.

## 왕돈의 난
왕돈은 병에 걸렸다. 그는 자신이 죽은 뒤, 일족이 몰살당할까봐 다시 난을 일으켰다. 이에 왕도는 군령장을 쓰면서 직접 왕돈의 난을 토벌하였고 왕돈은 화병으로 죽었다.

## 죽음
명제는 강남의 호족들에 대한 융화정책을 펼쳤다. 하지만 재위 2년만에 27살의 나이에 죽는다.

## 가계

### 후비
- 명목황후(明穆皇后) 유문군(庾文君, 297년 ~ 328년)

### 자녀

#### 황자
1. 황태자 사마연(司馬衍) - 동진 제3대 황제 성제(成帝).
2. 낭야왕(琅邪王) 사마악(司馬岳) - 동진 제4대 황제 강제(康帝).

#### 황녀
1. 남강공주(南康公主) 사마흥남(司馬興男) - 초나라 황제 환현(桓玄)의 어머니.
2. 여릉공주(廬陵公主) 사마남제(司馬南弟, ? ~ 357년) -
3. 남군도공주(南郡悼公主)

## 기년
| 명제        | 원년                           | 2년        | 3년        |
| ----------- | ------------------------------ | ---------- | ---------- |
| 서력 (西曆) | 323년                          | 324년      | 325년      |
| 간지 (干支) | 계미(癸未)                     | 갑신(甲申) | 을유(乙酉) |
| 연호 (年號) | 영창(永昌) 2년 태녕(太寧) 원년 | 2년        | 3년        |